# Rioja (kommun i Spanien, Andalusien, Provincia de Almería, lat 36,98, long -2,44)
Rioja är en kommun i Spanien.   Den ligger i provinsen Provincia de Almería och regionen Andalusien, i den södra delen av landet, 400 km söder om huvudstaden Madrid. Antalet invånare är 1 355.